# Zygmunt Załęski

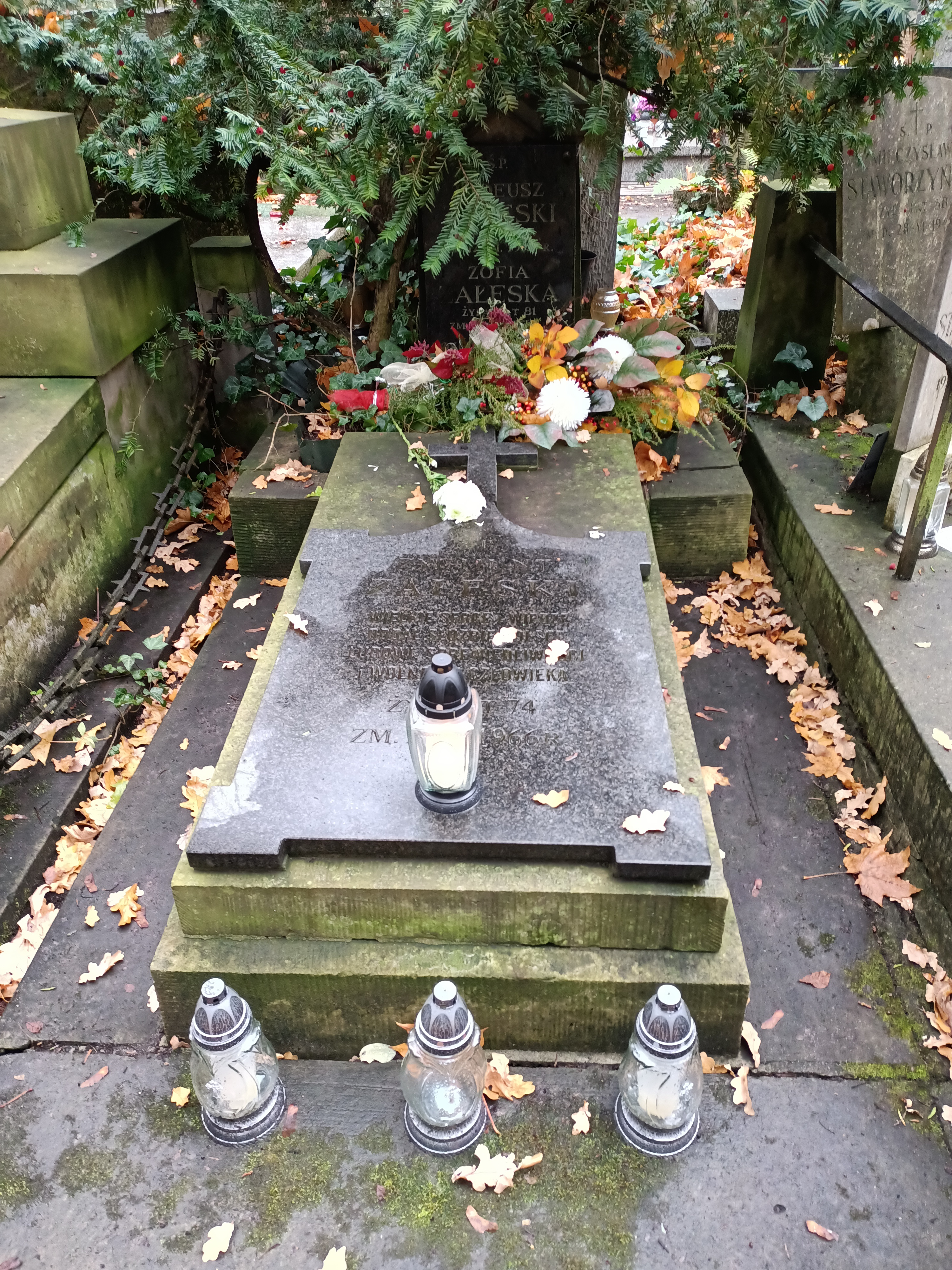
Grób Zygmunta Załęskiego na Cmentarzu Powązkowskim

Zygmunt Załęski, ps. Gnatowski, Mazur (ur. 13 lutego 1892 w Gnatach-Zarazach, zm. 12 stycznia 1966 w Warszawie) – polski działacz ruchu ludowego, poseł do Krajowej Rady Narodowej, na Sejm Ustawodawczy oraz na Sejm PRL II i III kadencji.

## Życiorys
Syn Franciszka. Jako uczeń szkoły średniej wziął udział w rewolucji 1905 roku. W młodości pracował przy budowie kolei na odcinku Herby-Kielce. Brał udział w powstaniach śląskich. W 1918 przystąpił do Polskiego Stronnictwa Ludowego „Wyzwolenie”. Od 6 marca 1921 do 7 marca 1922 zasiadał w zarządzie głównym tej partii. W 1924 ukończył studia na Wydziale Społecznym Szkoły Nauk Politycznych w Warszawie. Od 1925 do 1928 stał na czele Centralnego Związku Młodzieży Wiejskiej, a później (1928–1929) Związku Młodzieży Wiejskiej RP „Wici”. Był również sekretarzem Słowiańskiego Związku Młodzieży Wiejskiej. Podczas II wojny światowej działał w Stronnictwie Ludowym „Roch”, a po wojnie w Polskim Stronnictwie Ludowym. Był dyrektorem departamentu rolnictwa w Delegaturze Rządu RP na Kraj (1942–1944). Był członkiem komisji programowej i rolnej, później gospodarczo-rolnej Centralnego Kierownictwa Ruchu Ludowego. Po wyzwoleniu spod okupacji niemieckiej zasiadał w Krajowej Radzie Narodowej (od grudnia 1945), pełnił funkcję przewodniczącego Klubu Poselskiego PSL. 21 stycznia 1946 został wybrany w skład rady naczelnej PSL. W 1945 został kierownikiem Wydziału Rolnego Naczelnego Komitetu Wykonawczego PSL.
W 1947 uzyskał mandat posła na Sejm Ustawodawczy z okręgu Pruszków. Od 16 listopada 1947 do 28 kwietnia 1948 był zastępcą przewodniczącego klubu tzw. „odrodzonego PSL”. 19 maja 1949 został pozbawiony mandatu członka rady naczelnej PSL i wykluczony z partii. W 1950 został bezpodstawnie aresztowany, a 23 marca 1951 Sejm wyraził zgodę na jego aresztowanie. W 1953 został skazany na karę 12 lat pozbawienia wolności, po pół roku został warunkowo zwolniony z więzienia na okres leczenia, w 1956 został zrehabilitowany. W 1955 podjął pracę w Biurze Projektów Zagospodarowania Przestrzennego Wsi we Wrocławiu. W 1956 wstąpił do Zjednoczonego Stronnictwa Ludowego, od 17 grudnia 1956 był członkiem prezydium naczelnego komitetu ZSL, w którym zasiadał do 30 listopada 1959. W 1957 i 1961 obejmował mandat posła na Sejm PRL z okręgu Piaseczno, a następnie z okręgu Ciechanów, przez dwie kadencje był przewodniczącym Komisji Rolnictwa i Przemysłu Spożywczego. 
Od 1922 był mężem Zofii z Wańkowskich (zm. 1979), z którą miał syna Jana Henryka. 
Zmarł w Warszawie. Został pochowany na cmentarzu Powązkowskim w Warszawie (kwatera 286-5-22).

## Ordery i odznaczenia
- Krzyż Kawalerski Orderu Odrodzenia Polski (10 listopada 1927)[4]